# كارلوس سانشيز باريوس
كارلوس سانشيز باريوس (بالإسبانية: Carlos Sánchez Barrios)‏ هو سياسي مكسيكي، ولد في 17 أغسطس 1957 في ولاية غيريرو في المكسيك. حزبياً، نشط في حزب الثورة الديمقراطية. وقد انتخب عضو مجلس النواب المكسيك.